# فلایرجت
فلایرجت (به انگلیسی: Flairjet) یک شرکت هواپیمایی است که در تاریخ ۲۰۰۹ میلادی تأسیس شده است. دفتر مرکزی فلایرجت در فرودگاه بیرمنگام واقع شده‌است.